# IOS 26
iOS 26 ist die 19. Version von iOS, dem mobilen Betriebssystem von Apple. Es wurde am 9. Juni 2025 bei der Worldwide Developers Conference vorgestellt. Derzeit befindet sich das Betriebssystem in einer Beta-Phase und soll im Herbst 2025 veröffentlicht werden. Es ist die erste iOS-Version, die nach der jeweiligen Jahreszahl (2026), in der die iOS-Version am längsten benutzt wird, benannt wurde.

## Neuerungen
iOS 26 bietet das erste große systemweite neue Design seit iOS 7 aus dem Jahr 2013. Das neue Design ist insbesondere durch Liquid Glass spürbar, was dazu führt, dass Elemente transparent, ähnlich zu Glas, erscheinen und Animationen flüssig dargestellt werden. Dadurch wird das Design an jenes von visionOS angepasst und so über alle Betriebssysteme vereinheitlicht. Die Nachrichten-App kann nun auch Umfragen in Gruppenchats darstellen und erhält einen Spam-Filter. Mit der „Genmoji“-Funktion kann auf weitere Arten benutzerdefinierte Emojis erstellt werden. „Image Playground“ unterstützt nun auch ChatGPT. FaceTime und Nachrichten erhalten eine Live-Übersetzung. Daneben gibt es Neuerungen bei Apple Music, Apple Karten und Apple Wallet. Apple führt zudem eine neue Games-App (games ‚Spiele‘) ein, in der zuletzt gespielte Spiele angezeigt werden oder neue Spiele empfohlen werden. Die Funktion „Visual Intelligence“ kann nun auch in Apps verwendet werden und findet z. B. Produkte, die im Internet in einer App angezeigt werden.